# Jim Nevin
Jim Nevin (* 26. Januar 1931 in Melbourne; † 10. August 2017 in Tasmanien) war ein australischer Radrennfahrer und nationaler Meister im Radsport.

## Sportliche Laufbahn
Nevin (auch James Nevin) war im Straßenradsport und im Bahnradsport aktiv. Er war Teilnehmer der Olympischen Sommerspiele 1952 in Helsinki. Im olympischen Straßenrennen wurde er beim Sieg von André Noyelle 35. Das australische Team mit Peter Pryor, Jim Nevin, Ken Caves und Peter Nelson kam nicht in die Mannschaftswertung. In der Mannschaftsverfolgung schied der Vierer mit Peter Pryor, Jim Nevin, Ken Caves und Peter Nelson in der Vorrunde aus.
Bei den Olympischen Sommerspielen 1956 in Melbourne war er erneut am Start. Im olympischen Straßenrennen kam er auf den 44. Rang. Australien kam mit John O’Sullivan, Jim Nestor, Jim Nevin und John Trickey nicht in die Mannschaftswertung.
1947 siegte er noch als Jugendfahrer im Eintagesrennen Melbourne-to-Shepparton. 1953 gewann er die nationale Meisterschaft im Straßenrennen der Amateure sowie eine Etappe der Irland-Rundfahrt. Mit dem Muratti Gold Cup gewann er ein bedeutendes internationales Bahnrennen in Großbritannien, 1954 wurde er dort Dritter. 